# ایلادیو خیمنز
ایلادیو خیمنز (اسپانیایی: Eladio Jiménez‎؛ زادهٔ ۱۰ مارس ۱۹۷۶) دوچرخه‌سوار اهل اسپانیا است.